# Нанн, Майкл
Майкл Нанн (англ. Michael Nunn, при рождении Майкл Джон Нанн (англ. Michael Djon Nunn); род. 14 апреля 1963, Дэвенпорт, Айова, США) — американский боксёр-профессионал, выступавший в полусредней весовой категории. Чемпион IBF в среднем весе (1988—1991), чемпион WBA в суперсреднем весе (1992—1994).

## Биография
Майкл родился 14 апреля 1963 года в Дэвенпорте в штате Айова.
Своего отца Майкл почти никогда не видел, так как тот рано бросил их семью. Его матери работавшей медсестрой приходилось поднимать на ноги одной 4 сыновей. Где то с 12 лет он начал серьезно участвовать в уличных драках, обычно потасовки с участием его заканчивались двумя, тремя ударами.
Так как он не увлекался грабежами, у него было куча свободного времени и он дрался на улице. Одному из его братьев это надоело и он посоветовал ему продолжать драться уже не на улицах, а в боксерском зале. Год спустя он идет в секцию бокса.
В 1982—1984 стал победителем турнира «Золотые перчатки». Тогда его заметили его тренера. Но ему пришлось освободить весовую в которой он был, так как там был один из фаворитов по мнению его тренеров ученик. Майкл перешёл в весовую до 160 фунтов.
На играх в Лос-Анджелесе он проиграл своему знакомому, и решил завязать с боксом, но к счастью тренер остановил его и прорисовал все его возможности.
В последний раз Майкл вышел на ринг в январе 2002 года, одолев безвестного джорнимена Винсона Дурхэма по очкам в 10-ти раундах. А уже в августе того же года в одной из гостиниц родного Дэвенпорта Нанн за $ 24 тысячи купил килограмм кокаина у тайного агента ФБР и был тут же задержан на месте преступления.
Его посадили в тюрьму на 24 года.